# Санта-Мария-Майор (Фуншал)
Санта-Мария-Майор (порт. Santa Maria Maior) — район (фрегезия) в Португалии, входит в округ Мадейра. Расположен на острове Мадейра. Является составной частью муниципалитета Фуншал. Население составляет 13 970 человек на 2001 год. Занимает площадь 4,88 км².